# Droga wojewódzka 530
Die Droga wojewódzka 530 (DW 530) ist eine 49 Kilometer lange Droga wojewódzka (Woiwodschaftsstraße) in der polnischen Woiwodschaft Ermland-Masuren, die die Droga ekspresowa S7 (Europastraße 77) in Ostróda mit der Droga krajowa 51 in Dobre Miasto verbindet. Die Straße liegt im Powiat Ostródzki und im Powiat Olsztyński.

## Straßenverlauf
Woiwodschaft Ermland-Masuren, Powiat Ostródzki
- 00 km  Ostróda (Osterode i. Ostpr.) (S 7)
- 09 km Szeląg (Eckschilling)
- 11 km Tabórz (Taberbrück)
- 15 km  Łukta (Locken) (DW 527/DW 531)
- 21 km Mostkowo (Brückendorf)
- 23 km Lusajny (Luzeinen)
- 24 km Kojdy (Koiden)
- 25 km Zajączkowo (Falkenstein)

Woiwodschaft Ermland-Masuren, Powiat Olsztyński
- 32 km Kalisty (Kallisten)
- 33 km Dąbrówka (Deppen)
- 37 km Świątki (Heiligenthal)
- 39 km Jankowo (Ankendorf)
- 40 km Drzazgi (Kienberg)
- 43 km Kwiecewo (Queetz)
- 46 km Głotowo (Glottau)
- 49 km  Dobre Miasto (Guttstadt) (DK 51)